# Sandrine Roy
 (novembre 2022).
La mise en forme du texte ne suit pas les recommandations de Wikipédia : il faut le « wikifier ».
Les points d'amélioration suivants sont les cas les plus fréquents. Le détail des points à revoir est peut-être précisé sur la page de discussion.
- Les titres sont pré-formatés par le logiciel. Ils ne sont ni en capitales, ni en gras.
- Le texte ne doit pas être écrit en capitales (les noms de famille non plus), ni en gras, ni en italique, ni en « petit »…
- Le gras n'est utilisé que pour surligner le titre de l'article dans l'introduction, une seule fois.
- L'italique est rarement utilisé : mots en langue étrangère, titres d'œuvres, noms de bateaux, etc.
- Les citations ne sont pas en italique mais en corps de texte normal. Elles sont entourées par des guillemets français : « et ».
- Les listes à puces sont à éviter, des paragraphes rédigés étant largement préférés. Les tableaux sont à réserver à la présentation de données structurées (résultats, etc.).
- Les appels de note de bas de page (petits chiffres en exposant, introduits par l'outil «  Source ») sont à placer entre la fin de phrase et le point final[comme ça].
- Les liens internes (vers d'autres articles de Wikipédia) sont à choisir avec parcimonie. Créez des liens vers des articles approfondissant le sujet. Les termes génériques sans rapport avec le sujet sont à éviter, ainsi que les répétitions de liens vers un même terme.
- Les liens externes sont à placer uniquement dans une section « Liens externes », à la fin de l'article. Ces liens sont à choisir avec parcimonie suivant les règles définies. Si un lien sert de source à l'article, son insertion dans le texte est à faire par les notes de bas de page.
- La présentation des références doit suivre les conventions bibliographiques. Il est recommandé d'utiliser les modèles {{Ouvrage}}, {{Chapitre}}, {{Article}}, {{Lien web}} et/ou {{Bibliographie}}. Le mode d'édition visuel peut mettre en forme automatiquement les références.
- Insérer une infobox (cadre d'informations à droite) n'est pas obligatoire pour parachever la mise en page.

Pour une aide détaillée, merci de consulter Aide:Wikification.
Si vous pensez que ces points ont été résolus, vous pouvez retirer ce bandeau et améliorer la mise en forme d'un autre article.
 (juillet 2025).
Pour les articles homonymes, voir Roy.
Sandrine Roy est une parolière française née à Chaumont (Haute-Marne) le 3 avril 1968 et morte au même endroit le 16 mars 2022.

## Biographie

### Les débuts (2003-2005)
Sandrine Roy commence sa carrière en octobre 2003 en signant un contrat d’exclusivité avec l’éditeur québécois Jehan V. Valiquet avec lequel elle restera liée pendant presque dix ans, jusqu'au 1er mars 2013. Son premier titre, On a tous un voyage, apparaissant sur l’album Jo prend la mer de la chanteuse belge Jo Lemaire, va précéder plus d’une centaine d’autres chansons réparties sur 50 albums parus en 10 ans (entre 2003 et 2013).
À partir de 2005, Sandrine Roy écrit des chansons pour plusieurs des jeunes participants de la version québécoise de l’émission Star Académie, notamment Étienne Drapeau, Audrey Gagnon, Marie-Ève Côté, Suzie Villeneuve et surtout Martin Giroux pour qui elle écrit le succès J’t’aimerai encore (texte : Sandrine Roy / musique : Sylvain Michel), chanson qui sera primée au gala de la SOCAN en 2006.
Sandrine Roy est membre de trois sociétés d’auteurs : SACEM (pour la France) ainsi que SOCAN et SODRAC (pour le Canada). À la même époque, elle écrit trois chansons sur le premier album d’Ély (Elyanne Breton), la candidate québécoise s’étant retrouvée en demi-finale dans la cinquième saison de la version française de l’émission Star Academy à l’automne 2005.

### De 2006 à 2011
La parolière fait la rencontre des chanteurs Garou et Daniel Lavoie et travaille avec eux. Elle écrit pour le premier la chanson Que le temps (musique : Sylvain Michel), publiée en 2006 sur un album simplement intitulé Garou, et elle écrit en collaboration avec le deuxième la chanson J’ai menti pour le chanteur Bruno Pelletier qui l’incorpore à son album Microphonium paru en février 2009. La chanson Que le temps de Garou obtient aussi du succès en Afrique du Sud au cours de l’année 2008, mais elle est alors reprise dans la langue de ce pays, l’afrikaans, par le chanteur Nicholis Louw sous le titre Net wir my.
Après avoir écrit la chanson Il y a toi pour la chanteuse Gabrielle Destroismaisons ainsi que plusieurs titres pour David LeBlanc, Jacques Gaines (anciennement du groupe Soul Attorneys), Sébastien Lannoy, France Maisonneuve et le jeune Francis Bernier, elle signe, en novembre 2009, la chanson À jamais qui devient également le titre du nouvel album de Donald Lautrec, l’une des idoles de la chanson québécoise des années 60 qui effectue un retour au disque et à la scène après 25 ans d’absence. Plus tard, la journée du 9 mars 2010 marque la sortie du second opus du groupe SENS pour qui Sandrine Roy a écrit cinq textes sur les onze que contient cet album intitulé Karma. Les chansons Ma Sharona, Pourquoi j’existe et En transe obtiennent du succès et permettent au groupe de donner plusieurs concerts au Québec.
Le 16 mars 2010, paraît la version numérique du premier album de la chanteuse québécoise Laurence Hélie auquel Sandrine Roy participe en lui offrant le texte Tant et si bien, dont la version physique de l’album paraît le 11 mai suivant. Parallèlement à cela, la chanteuse country Véronique Labbé, pour laquelle la parolière avait déjà écrit un titre sur son premier album, refait appel à la plume de l’auteure qui lui signe trois textes sur le CD J’arrive, disque paru le 23 mai 2010. De même, le quatuor lyrique Tocadéo inclut un texte de Sandrine sur leur album éponyme paru quelques jours plus tard, le 3 juin 2010. C’est à l’automne de cette même année qu’est publié l’album Appassionata de la chanteuse italo-québécoise Dominica Merola sur lequel Sandrine écrit trois titres. Parmi ceux-ci, on y retrouve deux duos : la chanson Naufragés, interprétée par Dominica Merola et Daniel Lavoie, ainsi que la chanson Bella Mia que l’artiste interprète avec l’italien Paulo Ramos.
En mai 2011, la chanteuse Marie Denise Pelletier effectue un retour à la chanson après quelques années d’absence et pour ce faire, elle demande à Sandrine Roy de lui écrire des chansons. Sur l’album éponyme de Marie Denise, Sandrine signe donc deux titres : d’abord Lettre à Marie, mis en musique par Luc De Larochellière, et puis Qu’aurions-nous laissé ?, celui-là chanté en duo avec Mario Pelchat et composé par Sylvain Michel. Cette dernière chanson figure aussi dans le coffret de quinze CD Je suis un chanteur, de Mario Pelchat, œuvre qui est l'intégrale de ses 30 ans de carrière. La parolière travaille une seconde fois avec Audrey Gagnon sur le deuxième album de la jeune chanteuse à paraître en 2012, en lui écrivant le titre J’aime les bouches, toujours sur une musique de son complice Sylvain Michel. Ce dernier titre sera repris en 2014 par la chanteuse française Mélissa Maugran.

### De 2012 à 2018
Ces années voient de nombreux interprètes faire appel à la parolière pour leurs albums parus ou à paraître, tant en France qu'au Québec :  Gardy Fury lance en mai 2012 son premier album intitulé La nuit le jour sur lequel Sandrine Roy coécrit trois textes, dont le single Seul l'amour est également réalisé en vidéoclip. À partir de septembre 2013, c'est au tour de la chanson Soldat d’amour de tourner sur les ondes des radios québécoises, une autre chanson de Sandrine Roy.
À la même période, Jessica Marquez publie l’album Les filles du calvaire dont Sandrine cosigne deux chansons. Par la suite, la parolière travaille pour le CD Une vie de Séverine K. (chanteuse française) sur lequel se retrouve une chanson intitulée Etc.. Le 30 juin 2012, paraît l'album Quand le jour se lève de Marie-Chantal Cartier, sur lequel Sandrine Roy a écrit le titre Si loin de moi.
À l’automne 2012, les artistes suivants lancent des disques contenant des textes de Sandrine Roy : Bruno Pelletier (pour lequel Sandrine a travaillé en collaboration avec Martine St-Clair sur son album intitulé Rendus là), Valérie Lahaie (l'album Puzzle), le chanteur Tomy Paré et Annie Villeneuve pour laquelle la parolière a collaboré avec le compositeur et interprète Marc Dupré sur son album intitulé Telle qu'elle. Le single Je t’emporte avec moi atteint la 5e place sur Rythme FM pendant l’été 2013. Annie Villeneuve est nommée pour le Gala de l’Adisq 2013, dans la catégorie : « Interprète Féminine de l’année ».
Sandrine Roy publie l'essai autobiographique Encrée, un livre préfacé par Serge Lama, traitant avec sensibilité un sujet difficile : le deuil d'un parent. L'œuvre est publiée aux Éditions Édilivre en novembre 2012, puis rééditée au Québec en 2013 par les Éditions Dédicaces dans une version plus complète, et un nouveau format. Le titre de cette édition est Encrée. Quand le deuil nous frappe....
En 2013, Sandrine Roy a travaillé avec Danny Boudreau et Étienne Drapeau sur le premier album éponyme du chanteur néo-brunswickois Maxime McGraw. Elle lui écrit les chansons Quel est l'amour (sur une musique de Danny Boudreau) et Ici ou ailleurs (sur une composition d'Étienne Drapeau). Par la suite, elle a écrit pour la chanteuse québécoise Nadja (Mademoiselle Maladresse, sur une musique de Sylvain Michel) et a collaboré à l'album De l'intérieur, de l'auteur-compositeur-interprète Rick Allison en signant le texte de la chanson T'oublier.
L'année 2014, plusieurs artistes chantent les mots de la parolière. Parmi ceux-ci, on note l'interprète française Axane qui lance à l'automne son premier album. Le disque, réalisé en France par Jannick Top, contient la chanson Laissez-moi, dont le texte, écrit par Sandrine Roy, se retrouve sur une musique de Christophe Leporatti (l'un des compositeurs de Serge Lama). Pour Steeve Diamond, elle écrit Le plus joli des secrets sur une musique de Pascal Mailloux, alors que pour Virginie Marine, elle rédige Quand tu pars sur une composition du britannique Richard Sanderson. Pour Magalie Vaé (la gagnante de la cuvée 2005 de Star Academy), Sandrine écrit Une chanson sur une musique des compositeurs québécois Luc Campeau et Guy St-Pierre. Le titre se retrouve sur l'album Métamorphose de la jeune artiste. On doit aussi mentionner l'album de King Melrose (finaliste et prix du public en 2010 au Festival international de la chanson de Granby), dont la chanson single Sauve-moi de toi (S. Roy, S. Michel. K. Melrose) qui l'a révélé au grand public, reste plus de 30 semaines au top 50 des radios du Québec pour les saisons hiver 2013-2014 et printemps 2014. Enfin, Mélissa Maugran (équipe de Garou dans The Voice, la plus belle voix de l'édition 2014) fait paraître son single radio et le clip J'aime les bouches (une chanson signée Sandrine Roy pour les paroles et Sylvain Michel pour la musique) en septembre 2014.
L'année 2015 débute avec le lancement, au mois de mars, du nouvel album de la chanteuse Dominica Merola intitulé Bohémienne de cœur et sur lequel l'auteure a écrit plusieurs chansons dont Venise et Perchè, pourquoi. Paraît ensuite l'album Vertige de Valérie Lahaie sur lequel se retrouve la chanson Marjolaine écrite par Sandrine. Produite par Rick Allison, la chanteuse Lola Dargenti prend possession du titre T'oublier et l'intègre à son album Indalo qui sort en avril 2015. Vincenzo Thoma a également fait appel à Sandrine pour son album paru à l'été 2015. Cette dernière lui a écrit la chanson J'ai oublié. Elle coécrit le texte de la chanson Éliane parue sur l'album Là d'où je viens de la chanteuse française (originaire de La Réunion) Héléna Esparon. En 2016 et 2017, Sandrine écrit notamment pour King Melrose qui connaît un important succès avec ses chansons Bleu et Tentation, puis pour le duo Jacques & Geneviève (Jacques Dion étant le frère de Céline Dion) qui publie, pour sa part, l'album Nouveau départ incluant le succès Please go. Elle écrit pour Anthony Scire, David Muraccioli et Johanne Lefebvre, et elle travaille de nouveau pour Valérie Lahaie en lui écrivant le titre Pas cette fois-ci. En 2018, Didier Boutteville-Kraemer et le quatuor québécois Tocadéo rajoutent, eux aussi, les mots de Sandrine Roy à leurs chansons.

### De 2019 à 2022
En 2019, Sandrine écrit de nouveau pour King Melrose (C'est la fête) ainsi que pour le chanteur country néo-brunswickois Dan Roy sur son album J'lâche pas (la chanson intitulée Passe ta route). Après la pandémie de Covid-19, à l'automne 2021, est publié l'album Celui qui rêve du chanteur québécois Mathieu Provençal sur lequel se retrouve le titre Bienvenue chez moi écrit par Sandrine. Elle écrit de nouveau pour Valérie Lahaie la chanson Fleur de mai publiée sur l'album Australia et avec la reprise des enregistrements de disques. Elle avait en projet pour 2022 un album pour Dominica Merola. L'artiste meurt subitement le 16 mars 2022.

## Distinctions
- 2006 : Prix de la SOCAN pour la chanson J’t’aimerai encore interprétée par Martin Giroux
- 2001 : Prix Fénélon du Concours International francophone de Bergerac[12]
- 2001 : 1er Prix de poésie par l'Association des Écrivains de Haute-Marne [12]
- 2001 : Médaille de bronze de l'Association des Arts et Lettres de France[12]
- 2001 : lachansondumois.com [12]

## Livres

### Essai
- 2012 : Encrée, préface de Serge Lama, Éditions Édilivre, Classique Collection  (ISBN 978-2-332-52128-6), réédition 2013 aux Éditions Dédicaces sous le titre Encrée. Quand le deuil nous frappe...[13]

### Collectif
- 2017 : La Fierté a une ville !, Éditions Bôchagri, Collectif littéraire sous la direction de Denis-Martin Chabot, nouvelle intitulée Gaytitude[14]

## Signatures – collaborations
- 2021 : Pour Valérie Lahaie : Fleur de mai (musique de Valérie Lahaie)
- 2021 : Pour Mathieu Provençal : Bienvenue chez moi (musique de Mathieu Provençal)
- 2019 : Pour Dan Roy : Passe ta route (musique d'Yves Frulla et Véronique Labbé)
- 2019 : Pour King Melrose : C'est la fête (musique de Sylvain Michel et King Melrose)
- 2018 : Pour Tocadéo : Promets-moi (musique de Vincenzo Thoma)
- 2018 : Pour Emmanuel Pi Djob : La même lumière (musique de Christine Delaude)
- 2018 : Pour Didier Boutteville-Kraemer : Je t’attends et Ma seule vérité (musiques de Didier Boutteville-Kraemer)
- 2017 : Pour le duo Jacques & Geneviève : Please go (musique de Michael Butera)
- 2017 : Pour Johanne Lefebvre : Reste (en coécriture avec Johanne Lefebvre) (musique de Johanne Lefebvre)
- 2017 : Pour Anna K. Eaves : S'aimer, À raison ou à tort et Pleurer d'aimer (musiques de Jean-Marc Novak)
- 2017 : Pour Anthony Scire : Pour un ami de loin (musique de Anthony Scire) et « J’ai menti » (musique de Daniel Lavoie)
- 2017 : Pour Valérie Lahaie : Pas cette fois-ci (musique de Valérie Lahaie)
- 2016 : Pour David Muraccioli : À devenir fou (musique de Didier Boutteville-Kraemer)
- 2016 : Pour King Melrose : Bleu et Tentation (musiques de Sylvain Michel et King Melrose)
- 2016 : Pour Jean-Gilles Gadoury : Plus fort que lui (musique de Valérie Lahaie)
- 2015 : Pour Héléna Esparon : Éliane (en coécriture avec Héléna Esparon) (musique d'Héléna Esparon)
- 2015 : Pour les jumelles Barabé : Puisque tu m’aimes (musique d'Étienne Drapeau)
- 2015 : Pour Vincenzo Thoma : J'ai oublié (musique de Vincenzo Thoma)
- 2015 : Pour Lola Dargenti : T’oublier (musique de Rick Allison)
- 2015 : Pour Valérie Lahaie : Marjolaine (musique de Valérie Lahaie)
- 2015 : Pour Dominica Merola : Ciao Ciao, Venise et Perchè, pourquoi (musiques de Dominica Merola)
- 2014 : Pour Axane : J’oublierai que je t’aime (musique d'Yves Frulla et Johanne Lefebvre) et Laissez-moi (musique de Christophe Leporatti)
- 2014 : Pour Mélissa Maugran : J'aime les bouches (musique de Sylvain Michel)
- 2014 : Pour Steeve Diamond : Le plus joli des secrets (musique de Pascal Mailloux)
- 2014 : Pour Virginie Marine : Quand tu pars (musique de Richard Sanderson)
- 2014 : Pour Magalie Vaé : Une chanson (musique de Luc Campeau et Guy St-Pierre)
- 2014 : Pour King Melrose : Sauve-moi de toi (musique de Sylvain Michel et King Melrose)
- 2013 : Pour Dominica Merola : J'ai épousé le Père Noël et I Married Santa Claus (musiques de Dominica Merola)
- 2013 : Pour Nadja : Mademoiselle Maladresse (musique de Sylvain Michel)
- 2013 : Pour Rick Allison : T'oublier (musique de Rick Allison)
- 2013 : Pour Maxime McGraw : Quel est l'amour (musique de Danny Boudreau) et Ici ou ailleurs (musique d'Étienne Drapeau)
- 2012 : Pour Valérie Lahaie : Moi sans toi (musique de Valérie Lahaie)
- 2012 : Pour Tomy Paré : Je ne suis qu'un homme et Ailleurs (musiques de Tomy Paré)
- 2012 : Pour Bruno Pelletier : Entre toi et moi (musique de Martine St-Clair)
- 2012 : Pour Annie Villeneuve : Je t'emporte avec moi (musique de Marc Dupré)
- 2012 : Pour Marie-Chantal Cartier : Si loin de moi (musique de Pat Makarty)
- 2012 : Pour Marie-Élaine Thibert et Jean Sébastien Lavoie : Prière (single radio) (musique de Vincenzo Thoma)
- 2012 : Pour Jessica Marquez : Mes bobos et De tout et de rien (en coécriture avec Jessica Marquez, musiques d'André Petiteau)
- 2012 : Pour Ély (Elyanne Breton) : Très peu pour moi (single radio) (en coécriture avec Ély, musique de Sylvain Michel et Ély)
- 2012 : Pour Gardy Fury : Seul l'amour, Eaudevideo et Le soldat d'amour (en coécriture avec Gardy Fury, musiques de Sandrine Roy et Gardy Fury)
- 2012 : Pour Séverine K. : Etc. (musique de Sarah Erradi)
- 2012 : Pour Danyka : C'est ça la vie (musique de Gerry Stober)
- 2012 : Pour l'album caritatif Un enfant, une vie, Petite Marion (musique de Sylvain Michel) et Chambre 6223 (musique de Danny Boudreau)
- 2011 : Pour Katrine Crête : Au-delà de nous deux au profit des Associations Corse Enfants Maladies Rares et Un avenir pour Marion (musique de Mario Campanozzi)
- 2011 : Pour Audrey Gagnon : J'aime les bouches (musique de Sylvain Michel)
- 2011 : Pour Mario Pelchat : Qu’aurions-nous laissé ? sur le coffret Je suis un chanteur (musique de Sylvain Michel)
- 2011 : Pour Marie Denise Pelletier : Lettre à Marie (musique de Luc De Larochellière) et Qu’aurions-nous laissé ? en duo avec Mario Pelchat  (musique de Sylvain Michel)
- 2010 : Pour Caroline Noël : Vagabonde (musique de Jacques Gaines) et Je suis prête à tout (musique de J. Dexter, L. McKillip et R. Irving)
- 2010 : Pour Dominica Merola : Naufragés, Bella Mia et D’ici et de là-bas (musiques de Dominica Merola)
- 2010 : Pour Sens : Ma Sharona (reprise de My Sharona), C’est pas vrai, Le sens de la vie, En transe et Pourquoi j’existe (musiques de Sens)
- 2010 : Pour Laurence Hélie : Tant et si bien (musique de Laurence Hélie)
- 2010 : Pour Véronique Labbé : Si tu me laisses (musique de Véronique Labbé et Jacques Gaines), C’est mon droit et Quand tu me parles d’elle (musiques de Véronique Labbé)
- 2010 : Pour Tocadéo : Loin de ma vie (musique de Vincenzo Thoma et Stefano Galante)
- 2010 : Pour l’album Chats de Montréal : Le Jour de l’An et La ballade de Montréal (en coécriture avec Gérard Beauchamp), Le Jardin Botanique, La folie des Francofolies, Le Mont-Royal et Les musées montréalais (musiques de Gérard Beauchamp)
- 2009 : Pour Bruno Pelletier : J’ai menti (musique de Daniel Lavoie)
- 2009 : Pour Donald Lautrec : À jamais (musique de Pascal Mailloux)
- 2009 : Pour Marie-Ève Côté : Tu sais tout (musique de Marc-André Bourbonnais)
- 2009 : Pour Carla : Si tu y crois, Je m’en vais, Une chanson, Tu n’es pas pour moi, Depuis toi et Bien après nous (en coécriture avec Étienne Drapeau, musiques d’Étienne Drapeau et Marc Dupré)
- 2009 : Pour l’album Chats de Paris : La Saint-Valentin et Petite fleur de mai(en coécriture avec Gérard Beauchamp), Le Jour de l’An, Le bateau mouche, Pâques, La fête de la musique, Le 14 juillet, Paris Plage, Les vendanges de Montmartre, Halloween, Les musées de novembreet Noël (musiques de Gérard Beauchamp)
- 2008 : Pour Martin Giroux : Tu seras (musique de Sylvain Michel et Martin Giroux)
- 2008 : Pour Suzie Villeneuve : T’oublier (musique de Rick Allison)
- 2008 : Pour Nicholis Louw : Net wir my (musique de Sylvain Michel)
- 2008 : Pour Nicholis Louw : Dankie Heer avec Que le temps en afrikaans (musique de Sylvain Michel)
- 2008 : Pour Étienne Drapeau : Sans toi (en coécriture avec Étienne Drapeau, musique d’Étienne Drapeau)
- 2008 : Pour Aimée Kassi : Rien que des mots (musique d’Aimée Kassi et Sonny Black)
- 2008 : Pour Audrey Gagnon : Toi, tu m'aimes, Ad vitam, S'il ne restait (musiques de Sylvain Michel)
- 2008 : Pour France Maisonneuve : Quelqu'un, quelque part (musique de Mélanie Guay)
- 2008 : Pour Julie Massicotte : Nuit blanche (musique de Michel Bruno)
- 2007 : Pour Francis Bernier : Tout commence par un rêve (musique de Sylvain Michel)
- 2007 : Pour Véronique Labbé : Dire (en coécriture avec Véronique Labbé, musique de Véronique Labbé et Pierre-Luc Rioux)
- 2006 : Pour Garou : Que le temps (musique de Sylvain Michel)
- 2006 : Pour Ève : Sortie d'secours (musique de Ron Irving et John Dexter), Tout va bien (musique de Marc-André Bourbonnais) et J't'ai dans la peau (musique de Sonny Black)
- 2006 : Pour Anne-Sophie Hoffmann : Souffler sur les nuages et Encore un Dieu (musiques de Michel F. April)
- 2005 : Pour Martin Giroux : J't'aimerai encore (musique de Sylvain Michel)
- 2005 : Pour Ély (Elyanne Breton) : Je sais, Le temps, Fly (musiques de Marc-André Bourbonnais)
- 2005 : Pour David LeBlanc : Pars, Ombre et lumière (musiques de Luc Campeau et Guy St-Pierre)
- 2005 : Pour Sébastien Lannoy : Retiens-moi, Pars (musiques de Guy St-Pierre et Luc Campeau), Révélation (musique de Marc-André Bourbonnais) et Vivre pour s’aimer (musique de Sylvain Michel)
- 2004 : Pour Gabrielle Destroismaisons : Il y a toi (musique de Gabrielle Destroismaisons)
- 2004 : Pour Jacques Gaines : On se ressemble tant, Secret étrange, Et puis tout (musiques de Jacques Gaines)
- 2003 : Pour Jo Lemaire : On a tous un voyage (musique de Jo Lemaire et Guy Cuyvers)